# Wilkin County
Wilkin County er et county i den amerikanske delstat Minnesota. Wilkin County ligger i den vestlige del af delstaten og grænser op til Clay County i nord, Otter Tail County i øst, Grant County i sydøst og mod Traverse County i syd. Wilkin County grænser også op til delstaten North Dakota i vest.
Wilkin Countys totale areal er 1.947 km², hvoraf 1 km² er vand. I 2000 havde Wilkin County 7.138 indbyggere. Det administrative centrum ligger i byen Breckenridge, som også er største by i countyet. 
Wilkin County blev grundlagt i 1858 med navnet Toombs County opkaldt efter Robert Toombs (1810-85), som senere blev general i Amerikas Konfødererede Stater. Amtet blev omdøbt i 1863 til Andy Jackson County opkaldt efter USAs præsident, Andrew Jackson. I 1868 fik county'et sit nuværende navn, da det blev opkaldt efter oberst Alexander Wilkin.
46°22′N 96°28′V / 46.36°N 96.47°V